# Liste der Biografien/Bav
Liste der Biografien |
Portal Biografien |
Personensuche
# |
A |
B |
C |
D |
E |
F |
G |
H |
I |
J |
K |
L |
M |
N |
O |
P |
Q |
R |
S |
T |
U |
V |
W |
X |
Y |
Z |
?
 
Ba |
Be |
Bd |
Bg |
Bh |
Bi |
Bj |
Bl |
Bm |
Bn |
Bo |
Br |
Bs |
Bu |
Bw |
By |
Bz
 
Baa |
Bab |
Bac |
Bad |
Bae |
Baf |
Bag |
Bah |
Bai |
Baj |
Bak |
Bal |
Bam |
Ban |
Bao |
Bap |
Baq |
Bar |
Bas |
Bat |
Bau |
Bav |
Baw |
Bax–Baz
Die Liste der Biografien führt alle Personen auf, die in der deutschsprachigen Wikipedia einen Artikel haben. Dieses ist eine Teilliste mit 58 Einträgen von Personen, deren Namen mit den Buchstaben „Bav“ beginnt.

## Bav

### Bava
- Bava Beccaris, Fiorenzo (1831–1924), italienischer General
- Bava, Eusebio (1790–1854), italienischer General
- Bava, Henri (* 1957), französischer Landschaftsarchitekt
- Bava, Jorge (* 1981), uruguayischer Fußballspieler
- Bava, Lamberto (* 1944), italienischer Filmregisseur, Drehbuchautor und Filmproduzent
- Bava, Mario (1914–1980), italienischer Filmregisseur, Kameramann und DrehbuchautorMario Bava (1914–1980)

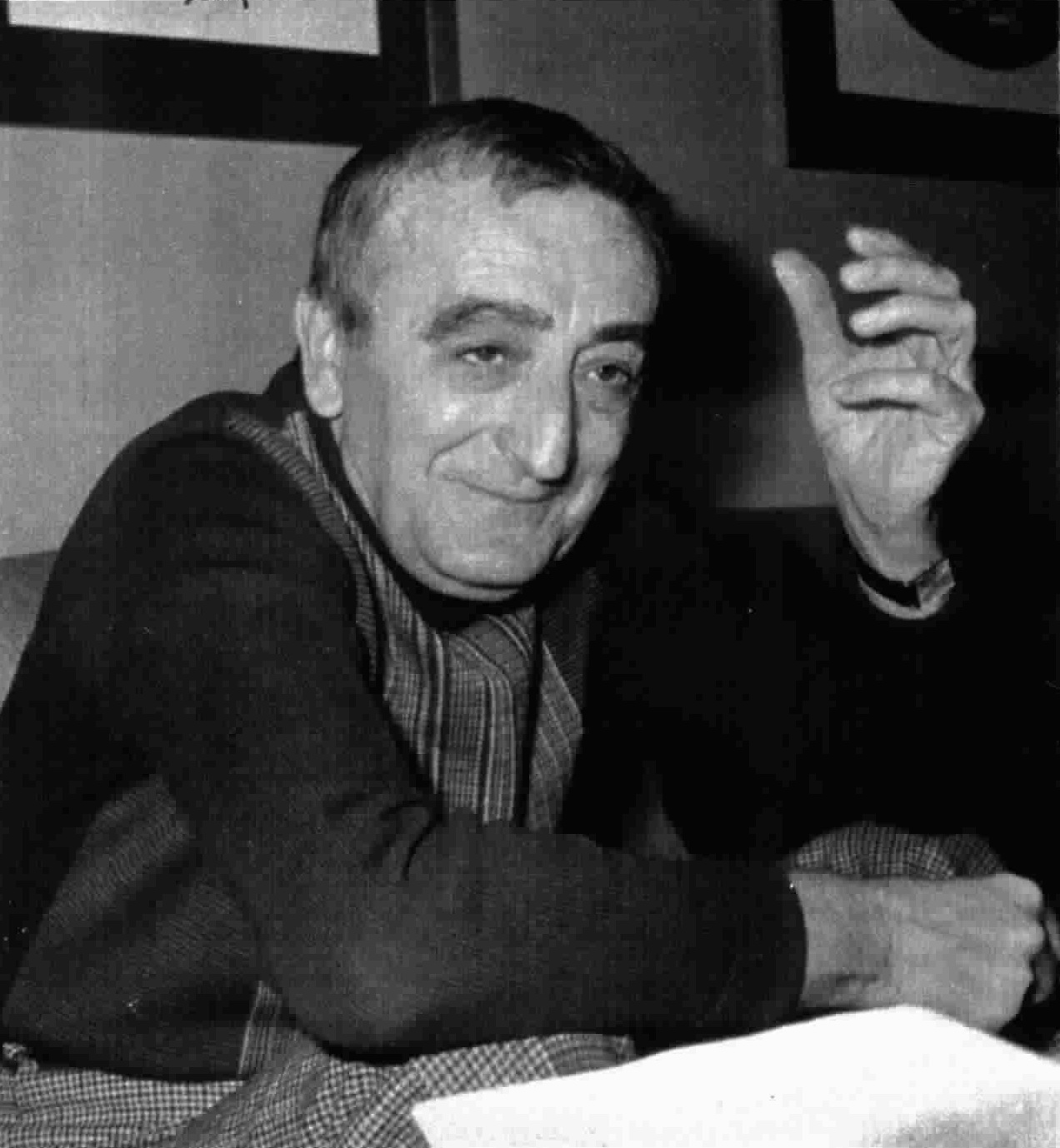
Mario Bava (1914–1980)

- Bavadra, Timoci (1934–1989), fidschianischer Politiker und Premierminister (1989)
- Bavaj, Riccardo (* 1976), deutscher Historiker
- Bavan, Yolande (* 1940), US-amerikanische Jazzsängerin und Schauspielerin
- Bavarese, Rosa († 1755), deutsche Opernsängerin (Sopran) und bayerische kurfürstliche Kammersängerin
- Bavastro, Júlio (1894–1918), uruguayischer Fußballspieler
- Bavaud, Georges (1923–2007), Schweizer römisch-katholischer Theologe
- Bavaud, Maurice (1916–1941), Schweizer Hitler-Attentäter
- Bavay, Arthur (1840–1923), französischer Marinearzt, Herpetologe, Parasitologe und Malakologe

### Bavc
- Bavčar, Evgen (* 1946), slowenischer Fotograf
- Bavče, Mirko (* 1942), jugoslawischer Skilangläufer
- Bavčić, Edin (* 1984), bosnischer Basketballspieler
- Bavcon, Ljubo (* 1924), jugoslawischer bzw. slowenischer Rechtswissenschaftler

### Bavd
- Bavdaž Kuret, Darja (* 1956), slowenische Diplomatin und Botschafterin

### Bave
- Bavel, Bas van (* 1964), niederländischer Wirtschaftshistoriker
- Bavel, Tarsicius Jan van (1923–2007), niederländischer römisch-katholischer Theologe
- Bavelier, Daphné (* 1966), französische Forscherin für kognitive Neurowissenschaften
- Bavendam, Katja (* 1985), deutsche Basketballnationalspielerin
- Bavendamm, Dirk (* 1938), deutscher Historiker und Publizist
- Bavendamm, Gundula (* 1965), deutsche Historikerin und KulturmanagerinGundula Bavendamm (* 1965)

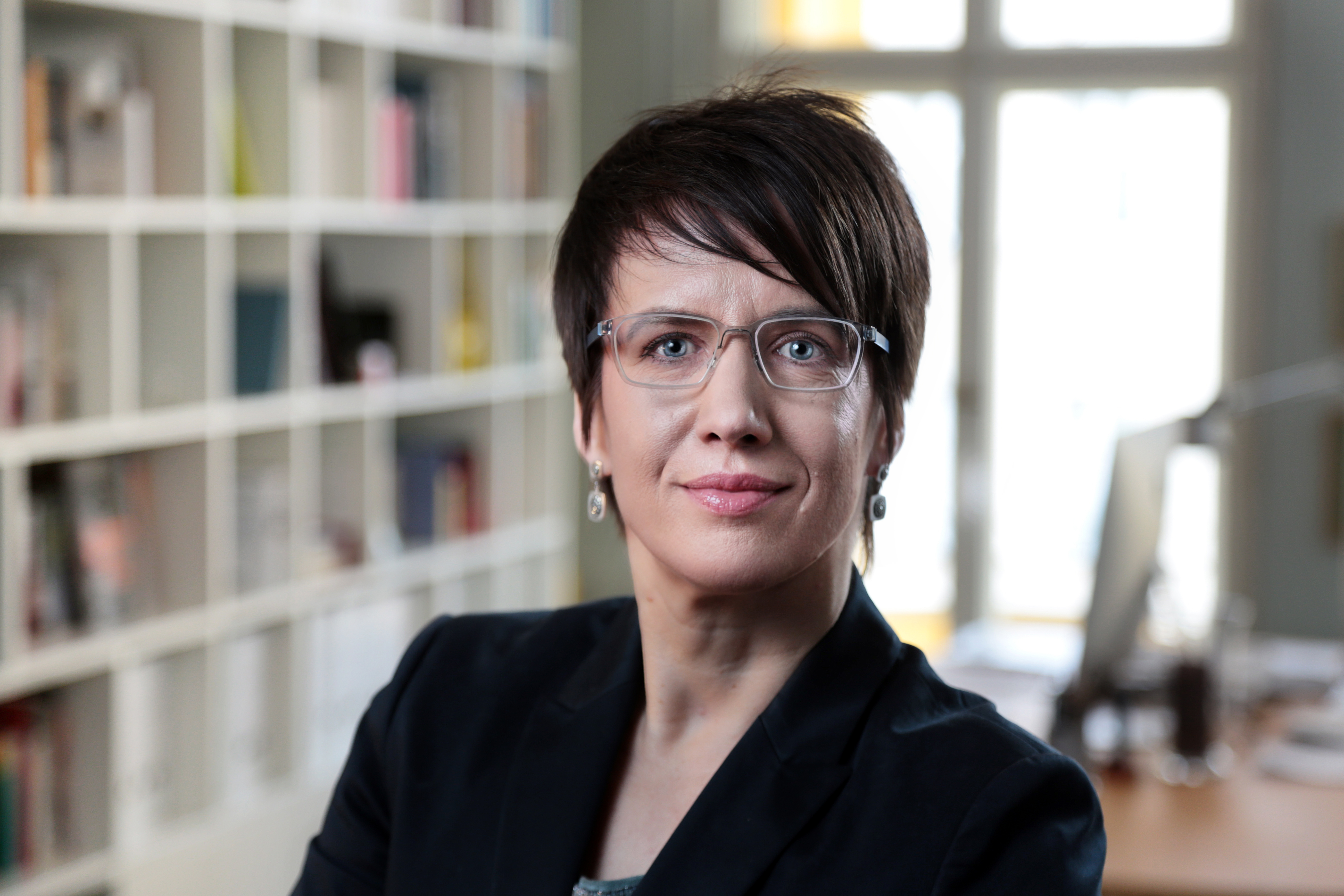
Gundula Bavendamm (* 1965)

- Bavendamm, Hans (1896–1974), deutscher Staatsbeamter und Landwirtschaftsfunktionär
- Bavendamm, Werner (1898–1981), deutscher Botaniker und Mykologe
- Baver, Allison (* 1980), US-amerikanische Shorttrackerin
- Baverel, Florence (* 1974), französische Biathletin
- Baverel, Myriam (* 1981), französische Taekwondoin
- Baverey, François (1873–1956), französischer Erfinder und Unternehmer
- Baverstock, Peter R. (* 1948), australischer Evolutionsbiologe und Zoologe

### Bavi
- Bavidge, Alfie (* 2006), schottischer Fußballspieler
- Bavier, Charles-Edouard de (1893–1975), Schweizer Diplomat
- Bavier, Christian (1767–1837), Schweizer reformierter Theologe
- Bavier, Frances (1902–1989), US-amerikanische Charakterdarstellerin
- Bavier, Johann Baptista (1795–1856), Schweizer Politiker und Bankier
- Bavier, Johannes Ulrich (1669–1749), reformierter Pfarrer
- Bavier, Simeon (1825–1896), Schweizer Politiker
- Baviera, Aileen (1959–2020), philippinische Politologin und Sinologin
- Baviera, Fabio (* 1992), Schweizer Handballspieler
- Baviera, José (1906–1981), mexikanischer Schauspieler und Filmregisseur
- Baviera, Vincenzo (* 1945), Schweizer Bildhauer
- Bavière, Emmanuel-François-Joseph de (1695–1747), französischer Politiker unter König Ludwig XIV
- Bavin, Thomas (1874–1941), australischer Politiker, Mitglied der Legislativversammlung und Premierminister von New South Wales
- Bavin, Timothy (* 1935), britischer Theologe, Bischof von Portsmouth
- Bavinck, Herman (1854–1921), niederländischer reformierter Theologe
- Baving, Lioba (* 1965), deutsche Psychologin und Professorin
- Bavink, Bernhard (1879–1947), deutscher Naturwissenschaftler und Naturphilosoph
- Bavis, Mark (1970–2001), US-amerikanischer Eishockeyspieler, -trainer und -scout
- Bavis, Mike (* 1970), US-amerikanischer Eishockeyspieler und -trainer
- Bavisetti, Sowjanya (* 1993), indische Tennisspielerin

### Bavo
- Bavo, HeiligerBavo

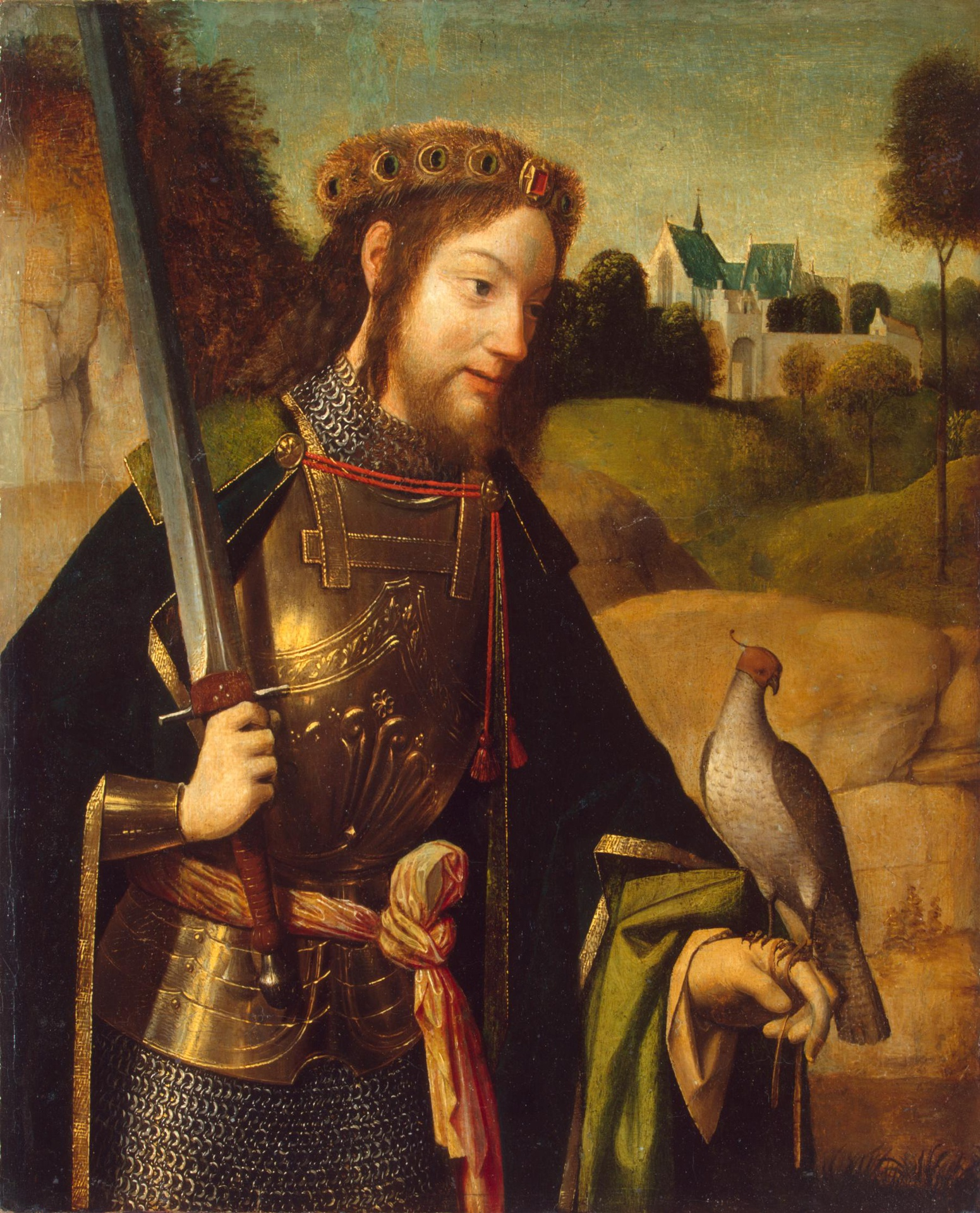
Bavo

- Bavona, Alessandro (1856–1912), italienischer Geistlicher, römisch-katholischer Erzbischof und Diplomat des Heiligen Stuhls
- Bavoz, Thérèse de (1768–1838), französische Benediktinerin, Äbtissin, Klostergründerin und Ordensgründerin

### Bavu
- Bavuk, Fuat (* 2000), türkischer Fußballspieler
- Bavuma, Temba (* 1990), südafrikanischer Cricketspieler
- Bavutti, Elio (1914–1987), italienischer Radrennfahrer